# Tractats d'Estocolm
Els Tractats d'Estocolm és una conseqüència directa de la mort de Carles XII de Suècia el 1718, moment en el qual fou obvi que la Gran Guerra del Nord estava entrant en una fase de tancament. El seu successor Frederic I de Suècia començà a negociar el Tractats d'Estocolm, aquest nom es refereix als dos tractats signats el 1719 i 1720 que acabaren la guerra entre l'Imperi Suec en un costat, i el Regne de Hannover i el Regne de Prússia en l'altre. Les últimes restes del conflicte es resolgueren signant el Tractat de Frederiksborg amb Regne de Dinamarca i Noruega el 1720, i el Tractat de Nystad amb l'Imperi Rus el 1721.

## Tractat amb Hannover
Tractat amb Hannover del 9 de novembre, de 1719, en què Suècia cedia el domini de Bremen-Verden.

## Tractat amb Prússia
El 21 de gener de 1720, Suècia cedia la Pomerània Sueca al sud del riu Peene i a l'est del riu Peenestrom a Prússia, incloent-hi les illes d'Usedom i Wollin, i les ciutats de Stettin (szczecin), Damm i Gollnow. El tractat es formalitzava el 1720, i es tornava eficaç quan Frederic Guillem I de Prússia emet una patent que declara l'àrea cedida com a part de Prússia el 29 de maig, de 1720. Les parts de la Pomerània Sueca que havien de romandre amb Suècia estaven sota ocupació danesa, i foren retornades a Suècia pel Tractat de Frederiksborg el 3 de juliol de 1720.